# IDEAG
IDEAG, acronimo di Incontro DEgli Autori di Giochi, è una serie di convention di giochi da tavolo che si svolge, originariamente a gennaio in Piemonte, a partire dal 2005 organizzata attualmente da Saz Italia e Inventori di Giochi, in passato con la collaborazione di GiocaTorino e il patrocinio (dal 2012 al 2017) del Comune di Torino. Rappresenta il principale incontro italiano dedicato ai prototipi di giochi da tavolo.

## Storia
La prima edizione si svolse a Piossasco (TO) nel 2005, per iniziativa soprattutto di Walter Obert e del gruppo Inventori di Giochi. Le successive edizioni si svolsero a Piossasco fino al 2010. Dal 2011 al 2017 l'evento di svolse presso il centro Open011 di Torino. Dal 2015 al 2017 l'organizzazione passa nelle mani della comunità ludica GiocaTorino, che già aveva svolto lavoro di supporto nelle precedenti edizioni. Dal 2018 entra nell'organizzazione Saz Italia.

## Caratteristiche
A differenza delle principali fiere e Con di settore (quali ModCon, PLAY, VerCon o Lucca Comics & Games), IDEAG è interamente dedicato ai prototipi dei giochi ancora da raffinare o in cerca di editori.
Caratteristiche dichiarate di IDEAG sono
- la collaborazione e la parità di dignità tra autori
- la ricerca e la disponibilità al confronto e allo scambio di idee
- nessuna sponsorizzazione
- nessun premio ai prototipi
- rifiuto di essere una manifestazione collaterale ad un'altra.

## Autori ed Editori
Quasi tutti i maggiori autori di giochi italiani sono stati presenti ad almeno un'edizione di IDEAG.
La maggior parte delle case editrici italiane di settore sono normalmente presenti a IDEAG, così come occasionalmente alcune case non italiane, quali Asmodeèe, Hans im Glück, Phalanx Games, Matagot, CMON, Thundergryph.

## Giochi
Oltre 100 giochi pubblicati sono stati testati ad IDEAG, fra essi tre Best of Show: Ur, Kingsburg e Augustus. La lista in costante aggiornamento è presente sul sito boardgamegeek

## Edizioni di IDEAG
- 2005 Piossasco (TO), Sala Coop
- 2006 Piossasco (TO), ex chiesa del Carmine[1]
- 2007 Piossasco (TO), Salone Chiesa Santi Apostoli[2]
- 2008 Piossasco (TO), Centro culturale "Il Mulino Archiviato il 4 giugno 2017 in Internet Archive."[3][4]
- 2009 Piossasco (TO), Centro culturale "Il Mulino"
- 2010 Piossasco (TO), Centro culturale "Il Mulino"
- 2011 Torino, spazio Open011
- 2012 Torino, spazio Open011
- 2013 Torino, spazio Open011[5]
- 2014 Torino, spazio Open011[6][7]
- 2015 Torino, spazio Open011
- 2016 Torino, spazio Open011
- 2017 Torino, spazio Open011
- 2018 Ponte Taro (PR), Hotel San Marco[8]
- 2019 Ponte Taro (PR), Hotel San Marco
- 2020 Ponte Taro (PR), Hotel San Marco
- (edizione 2021 annullata per Covid19)
- 2022 Parma, Hotel Parma & Congressi (aprile/maggio)
- 2023 Parma, Hotel Parma & Congressi (aprile)
- 2024 Parma, Hotel Parma & Congressi
- 2025 Parma, Hotel Parma & Congressi

Nel settembre 2024, all'interno di Piossasco Gioca & Fumetti si è tenuta a Piossasco un'edizione speciale per il ventennale di IDEAG.

## Edizioni locali
A partire da settembre 2013 sono nate iniziative locali che mutuano il modello di IDEAG in scala ridotta, mantenendone i principi base, anche se, per motivi dimensionali, in qualche caso le IDEAG locali si svolgono nell'ambito di altre manifestazioni ludiche, pur mantenendo un carattere distintivo.
- IDEAG Nordest si tiene a Udine dal 2013[10]. Edizioni 2013, 2014, 2015, 2016, 2017, 2018, 2019, 2022, 2023, 2024.
- IDEAG Costa Est nasce a Punta Marina (RA)[11] nel 2015. Edizioni 2015, 2016, 2017, 2018, 2019, 2022. La sede non è fissa, ma sempre nella zona costiera del ravennate.
- IDEAG Padova si tiene a Padova nel 2016 come IDEAG Veneto [12], Edizioni 2016, 2017, 2023 (quest'ultima ad Abano Terme).
- IDEAG Verona subentra ad IDEAG Padova nel 2018. Edizioni 2018, 2019, 2022, 2023.
- IDEAG Roma nasce nel 2016[13], Edizioni 2016, 2017, 2018, 2019, 2023.
- IDEAG Piacenza nasce nel 2016[14]. Edizioni 2016, 2018, 2019, 2023.
- IDEAG Mantova nasce nel 2017[15]. Edizioni 2017, 2018, 2019, 2022, 2023.
- IDEAG Alessandria nasce nel 2017[16]. Edizioni 2017, 2018, 2019, 2023, 2024.
- IDEAG Pesaro / Fano / Gradara nasce nel 2017[17]. Edizioni 2017, 2018, 2019, 2023, 2024.
- IDEAG Brescia esordisce nel 2018[18]. Edizioni 2018, 2019, 2022, 2023, 2024.
- IDEAG Sud Italia nasce a Bari nel 2018 nell'ambito del BGeek2018[19]. Edizioni 2018, 2019.
- IDEAG Aosta nasce nel 2018 all'interno di GiocAosta[20]. Edizioni 2018, 2019, 2020, 2021, 2023, 2024.
- IDEAG Ravenna nasce nel 2019 a Bagnacavallo  (RA) nell'ambito della Bagnacavallo Ludicon[21]. Edizione 2019.
- IDEAG Treviso nasce nel 2019 a Trevignano (TV) nell'ambito di  Montegames & Co.Mix. Edizioni 2019.
- IDEAG Altomilanese nasce nel 2019 a Castellanza (VA). Edizioni 2019.
- IDEAG Rimini e San Marino nasce nel 2019 all'interno di San Marino Comics[22]. Edizioni 2019, 2021, 2024.
- IDEAG Empoli nasce nel 2019 all'interno di Empoli Games. Edizioni 2019.
- IDEAG Canavese nasce nel 2019 a Rivarolo Canavese (TO). Edizioni 2019, 2022
- IDEAG Napoli era prevista nel 2020, Non svoltasi per CoVID, esordisce nel 2022. Edizioni 2022, 2024.
- IDEAG Milano nasce nel 2021. Edizioni 2021, 2022, 2023, 2024.
- IDEAG Umbria nasce nel 2022 a Ficulle (TR). Edizione 2022. 2024 (Città di Castello).
- IDEAG Pordenone nasce a Spilimbergo (PN) nel 2022. Edizione 2022, 2023, 2024.
- IDEAG Pisa nasce a Fornacette (PI) nel 2022. Edizione 2022, 2023, 2024.
- IDEAG Vigevano nasce a Vigevano (PV) nel 2023. Edizioni 2023, 2024
- IDEAG Sicilia nasce ad Acireale (CT) nel 2023. Edizioni 2023, 2024.
- IDEAG Bologna nasce ad Quarto Inferiore (BO) nel 2023. Edizioni 2023, 2024.
- IDEAG Torino (ri)nasce nel 2023. Edizioni 2023, 2024.
- IDEAG Sardegna nasce a Cagliari nel 2024. Edizione 2024.
- IDEAG Venezia nasce a Maerne nel 2024. Edizione 2024.
- IDEAG Prato nasce a Vaiano nel 2025. Edizione 2025

## IDEAG Digital
Nel 2020 a causa della Pandemia COVID19 sono state annullate la maggior parte delle edizioni locali, così come l'IDEAG 2021 nazionale, e si è quindi iniziato a tenere una versione digitale dell'incontro chiamata IDEAG Digital, si sono svolte 6 edizioni nel corso del 2020 e 2021 utilizzando la piattaforma Discord e il software di emulazione 3D Tabletop Simulator.